# Mistrzostwa Azji w Piłce Ręcznej Mężczyzn 2024
Mistrzostwa Azji w Piłce Ręcznej Mężczyzn 2024 – dwudzieste pierwsze mistrzostwa Azji w piłce ręcznej mężczyzn, oficjalny międzynarodowy turniej piłki ręcznej o randze mistrzostw świata organizowany przez AHF mający na celu wyłonienie najlepszej męskiej reprezentacji narodowej Azji. Odbył się w dniach 11–25 stycznia 2024 roku w dwóch miastach Bahrajnu. Tytułu zdobytego w 2022 roku broniła reprezentacja Kataru. Mistrzostwa były jednocześnie eliminacjami do MŚ 2025.
Niespodzianką fazy grupowej był remis Japonii z Irakiem, pozostali faworyci łatwo awansowali do fazy zasadniczej. Do półfinałów, zapewniając sobie tym samym kwalifikację na MŚ 2025, awansowały Japonia, Bahrajn, Kuwejt i Katar, szósty tytuł mistrzowski z rzędu zdobył Katar po zwycięstwie nad Japonią, brąz przypadł zaś gospodarzom.

## Informacje ogólne
W kwietniu 2023 roku AHF rozpisał konkurs na organizację zawodów, cztery miesiące później na gospodarza wybrany został Bahrajn.
Chęć udziału w zawodach zadeklarowało siedemnaście reprezentacji, jednak jeszcze przed losowaniem grup wycofała się Australia. Losowanie grup zostało zaplanowane na 10 listopada 2023 roku, przed nim zespoły zostały podzielone na cztery koszyki, a w jego wyniku powstały cztery czterozespołowe grupy. Harmonogram rozgrywek opublikowano na początku grudnia 2023 roku.
Szesnaście uczestniczących reprezentacji rywalizowało w pierwszej fazie w ramach czterech czterozespołowych grup systemem kołowym. Czołowa dwójka z każdej z grup utworzyła następnie dwie czterozespołowe grupy, które ponownie walczyły systemem kołowym o dwa czołowe miejsca premiowane awansem do półfinałów, pozostałe rywalizowały natomiast o miejsca 9–16. Mistrzostwa były jednocześnie eliminacjami do MŚ 2025, a kwalifikację na te zawody otrzymać miała czołowa czwórka kontynentalnego czempionatu, ewentualnie też piąta, gdyby w tej piątce znalazł się zespół z Oceanii.

## Faza wstępna

### Grupa A
| 12 stycznia 202413:00 | Chińskie Tajpej | 26:33(11:17) | Katar | Sheikh Khalifa Sports City Hall, Madinat Isa Sędzia: Mohamed, Al-Aradi |
| 12 stycznia 202413:00 |                 | 26:33(11:17) |       | Sheikh Khalifa Sports City Hall, Madinat Isa Sędzia: Mohamed, Al-Aradi |

| 12 stycznia 202417:00 | Oman | 26:27(11:13) | Kuwejt | Sheikh Khalifa Sports City Hall, Madinat Isa Sędzia: Cheng, Zhou |
| 12 stycznia 202417:00 |      | 26:27(11:13) |        | Sheikh Khalifa Sports City Hall, Madinat Isa Sędzia: Cheng, Zhou |

| 14 stycznia 202413:00 | Kuwejt | 31:27(16:13) | Chińskie Tajpej | Sheikh Khalifa Sports City Hall, Madinat Isa Sędzia: Furukawa, Murata |
| 14 stycznia 202413:00 |        | 31:27(16:13) |                 | Sheikh Khalifa Sports City Hall, Madinat Isa Sędzia: Furukawa, Murata |

| 14 stycznia 202417:00 | Katar | 28:18(15:7) | Oman | Sheikh Khalifa Sports City Hall, Madinat Isa Sędzia: Gheisarian, Gheisarian |
| 14 stycznia 202417:00 |       | 28:18(15:7) |      | Sheikh Khalifa Sports City Hall, Madinat Isa Sędzia: Gheisarian, Gheisarian |

| 16 stycznia 202415:00 | Chińskie Tajpej | 33:27(18:10) | Oman | Sheikh Khalifa Sports City Hall, Madinat Isa Sędzia: Al-Mawt, Ali |
| 16 stycznia 202415:00 |                 | 33:27(18:10) |      | Sheikh Khalifa Sports City Hall, Madinat Isa Sędzia: Al-Mawt, Ali |

| 16 stycznia 202417:00 | Kuwejt | 20:24(8:14) | Katar | Sheikh Khalifa Sports City Hall, Madinat Isa Sędzia: Koo, Lee |
| 16 stycznia 202417:00 |        | 20:24(8:14) |       | Sheikh Khalifa Sports City Hall, Madinat Isa Sędzia: Koo, Lee |

### Grupa B
| 12 stycznia 202415:00 | Nowa Zelandia | 13:40(7:20) | Iran | Sheikh Khalifa Sports City Hall, Madinat Isa Sędzia: Al-Dughaishi, Al-Hasani |
| 12 stycznia 202415:00 |               | 13:40(7:20) |      | Sheikh Khalifa Sports City Hall, Madinat Isa Sędzia: Al-Dughaishi, Al-Hasani |

| 12 stycznia 202419:00 | Chiny | 30:32(12:12) | Korea Południowa | Sheikh Khalifa Sports City Hall, Madinat Isa Sędzia: Mursch, Carmaux |
| 12 stycznia 202419:00 |       | 30:32(12:12) |                  | Sheikh Khalifa Sports City Hall, Madinat Isa Sędzia: Mursch, Carmaux |

| 14 stycznia 202415:00 | Korea Południowa | 42:13(20:6) | Nowa Zelandia | Sheikh Khalifa Sports City Hall, Madinat Isa Sędzia: Ali, Al-Aradi |
| 14 stycznia 202415:00 |                  | 42:13(20:6) |               | Sheikh Khalifa Sports City Hall, Madinat Isa Sędzia: Ali, Al-Aradi |

| 14 stycznia 202419:00 | Iran | 24:22(15:10) | Chiny | Sheikh Khalifa Sports City Hall, Madinat Isa Sędzia: Ismoilov, Ismoilov |
| 14 stycznia 202419:00 |      | 24:22(15:10) |       | Sheikh Khalifa Sports City Hall, Madinat Isa Sędzia: Ismoilov, Ismoilov |

| 16 stycznia 202413:00 | Nowa Zelandia | 13:36(5:19) | Chiny | Sheikh Khalifa Sports City Hall, Madinat Isa Sędzia: Al-Wahibi, Al-Shahi |
| 16 stycznia 202413:00 |               | 13:36(5:19) |       | Sheikh Khalifa Sports City Hall, Madinat Isa Sędzia: Al-Wahibi, Al-Shahi |

| 16 stycznia 202419:00 | Korea Południowa | 26:24(10:13) | Iran | Sheikh Khalifa Sports City Hall, Madinat Isa Sędzia: Furukawa, Murata |
| 16 stycznia 202419:00 |                  | 26:24(10:13) |      | Sheikh Khalifa Sports City Hall, Madinat Isa Sędzia: Furukawa, Murata |

### Grupa C
| 11 stycznia 202415:00 | Indie | 12:55(4:26) | Irak | Sheikh Khalifa Sports City Hall, Madinat Isa Sędzia: Faraj, Taki |
| 11 stycznia 202415:00 |       | 12:55(4:26) |      | Sheikh Khalifa Sports City Hall, Madinat Isa Sędzia: Faraj, Taki |

| 11 stycznia 202417:00 | Japonia | 29:25(13:13) | Arabia Saudyjska | Sheikh Khalifa Sports City Hall, Madinat Isa Sędzia: Gheisarian, Gheisarian |
| 11 stycznia 202417:00 |         | 29:25(13:13) |                  | Sheikh Khalifa Sports City Hall, Madinat Isa Sędzia: Gheisarian, Gheisarian |

| 13 stycznia 202413:00 | Arabia Saudyjska | 48:17(22:8) | Indie | Sheikh Khalifa Sports City Hall, Madinat Isa Sędzia: Al-Wahibi, Al-Shahi |
| 13 stycznia 202413:00 |                  | 48:17(22:8) |       | Sheikh Khalifa Sports City Hall, Madinat Isa Sędzia: Al-Wahibi, Al-Shahi |

| 13 stycznia 202417:00 | Irak | 28:28(15:15) | Japonia | Sheikh Khalifa Sports City Hall, Madinat Isa Sędzia: Ismoilov, Ismoilov |
| 13 stycznia 202417:00 |      | 28:28(15:15) |         | Sheikh Khalifa Sports City Hall, Madinat Isa Sędzia: Ismoilov, Ismoilov |

| 15 stycznia 202413:00 | Japonia | 59:11(27:6) | Indie | Sheikh Khalifa Sports City Hall, Madinat Isa Sędzia: Faraj, Taqi |
| 15 stycznia 202413:00 |         | 59:11(27:6) |       | Sheikh Khalifa Sports City Hall, Madinat Isa Sędzia: Faraj, Taqi |

| 15 stycznia 202417:00 | Irak | 31:31(14:16) | Arabia Saudyjska | Sheikh Khalifa Sports City Hall, Madinat Isa Sędzia: Mursch, Carmaux |
| 15 stycznia 202417:00 |      | 31:31(14:16) |                  | Sheikh Khalifa Sports City Hall, Madinat Isa Sędzia: Mursch, Carmaux |

### Grupa D
| 11 stycznia 202413:00 | Hongkong | 24:29(11:13) | Zjednoczone Emiraty Arabskie | Sheikh Khalifa Sports City Hall, Madinat Isa Sędzia: Al-Wahibi, Al-Shahi |
| 11 stycznia 202413:00 |          | 24:29(11:13) |                              | Sheikh Khalifa Sports City Hall, Madinat Isa Sędzia: Al-Wahibi, Al-Shahi |

| 11 stycznia 202419:00 | Kazachstan | 13:47(7:24) | Bahrajn | Sheikh Khalifa Sports City Hall, Madinat Isa Sędzia: Furukawa, Murata |
| 11 stycznia 202419:00 |            | 13:47(7:24) |         | Sheikh Khalifa Sports City Hall, Madinat Isa Sędzia: Furukawa, Murata |

| 13 stycznia 202415:00 | Zjednoczone Emiraty Arabskie | 39:15(17:5) | Kazachstan | Sheikh Khalifa Sports City Hall, Madinat Isa Sędzia: Koo, Lee |
| 13 stycznia 202415:00 |                              | 39:15(17:5) |            | Sheikh Khalifa Sports City Hall, Madinat Isa Sędzia: Koo, Lee |

| 13 stycznia 202419:00 | Bahrajn | 47:20(25:8) | Hongkong | Sheikh Khalifa Sports City Hall, Madinat Isa Sędzia: Faraj, Taqi |
| 13 stycznia 202419:00 |         | 47:20(25:8) |          | Sheikh Khalifa Sports City Hall, Madinat Isa Sędzia: Faraj, Taqi |

| 15 stycznia 202415:00 | Kazachstan | 27:22(12:11) | Hongkong | Sheikh Khalifa Sports City Hall, Madinat Isa Sędzia: Al-Dughaishi, Ali Al-Hasani |
| 15 stycznia 202415:00 |            | 27:22(12:11) |          | Sheikh Khalifa Sports City Hall, Madinat Isa Sędzia: Al-Dughaishi, Ali Al-Hasani |

| 15 stycznia 202419:00 | Bahrajn | 34:15(19:8) | Zjednoczone Emiraty Arabskie | Sheikh Khalifa Sports City Hall, Madinat Isa Sędzia: Cheng, Zhou |
| 15 stycznia 202419:00 |         | 34:15(19:8) |                              | Sheikh Khalifa Sports City Hall, Madinat Isa Sędzia: Cheng, Zhou |

## Faza zasadnicza

### Grupa I
| 18 stycznia 202415:00 | Japonia | 25:23(11:12) | Iran | Sheikh Khalifa Sports City Hall, Madinat Isa Sędzia: Koo, Lee |
| 18 stycznia 202415:00 |         | 25:23(11:12) |      | Sheikh Khalifa Sports City Hall, Madinat Isa Sędzia: Koo, Lee |

| 18 stycznia 202417:00 | Zjednoczone Emiraty Arabskie | 21:25(12:8) | Katar | Sheikh Khalifa Sports City Hall, Madinat Isa Sędzia: Faraj, Taqi |
| 18 stycznia 202417:00 |                              | 21:25(12:8) |       | Sheikh Khalifa Sports City Hall, Madinat Isa Sędzia: Faraj, Taqi |

| 19 stycznia 202413:00 | Katar | 27:23(15:13) | Iran | Sheikh Khalifa Sports City Hall, Madinat Isa Sędzia: Al-Wahibi, Al-Shahi |
| 19 stycznia 202413:00 |       | 27:23(15:13) |      | Sheikh Khalifa Sports City Hall, Madinat Isa Sędzia: Al-Wahibi, Al-Shahi |

| 19 stycznia 202417:00 | Japonia | 29:26(13:16) | Zjednoczone Emiraty Arabskie | Sheikh Khalifa Sports City Hall, Madinat Isa Sędzia: Al-Mawt, Marhoon |
| 19 stycznia 202417:00 |         | 29:26(13:16) |                              | Sheikh Khalifa Sports City Hall, Madinat Isa Sędzia: Al-Mawt, Marhoon |

| 21 stycznia 202413:00 | Zjednoczone Emiraty Arabskie | 22:25(13:10) | Iran | Sheikh Khalifa Sports City Hall, Madinat Isa Sędzia: Koo, Lee |
| 21 stycznia 202413:00 |                              | 22:25(13:10) |      | Sheikh Khalifa Sports City Hall, Madinat Isa Sędzia: Koo, Lee |

| 21 stycznia 202417:00 | Japonia | 28:28(12:16) | Katar | Sheikh Khalifa Sports City Hall, Madinat Isa Sędzia: Gheisarian, Gheisarian |
| 21 stycznia 202417:00 |         | 28:28(12:16) |       | Sheikh Khalifa Sports City Hall, Madinat Isa Sędzia: Gheisarian, Gheisarian |

### Grupa II
| 18 stycznia 202413:00 | Irak | 22:22(11:11) | Korea Południowa | Sheikh Khalifa Sports City Hall, Madinat Isa Sędzia: Ismoilov, Ismoilov |
| 18 stycznia 202413:00 |      | 22:22(11:11) |                  | Sheikh Khalifa Sports City Hall, Madinat Isa Sędzia: Ismoilov, Ismoilov |

| 18 stycznia 202419:00 | Bahrajn | 28:28(16:18) | Kuwejt | Sheikh Khalifa Sports City Hall, Madinat Isa Sędzia: Mursch, Carmaux |
| 18 stycznia 202419:00 |         | 28:28(16:18) |        | Sheikh Khalifa Sports City Hall, Madinat Isa Sędzia: Mursch, Carmaux |

| 19 stycznia 202415:00 | Kuwejt | 27:27(10:12) | Korea Południowa | Sheikh Khalifa Sports City Hall, Madinat Isa Sędzia: Furukawa, Murata |
| 19 stycznia 202415:00 |        | 27:27(10:12) |                  | Sheikh Khalifa Sports City Hall, Madinat Isa Sędzia: Furukawa, Murata |

| 19 stycznia 202419:00 | Irak | 20:25(10:13) | Bahrajn | Sheikh Khalifa Sports City Hall, Madinat Isa Sędzia: Cheng, Zhou |
| 19 stycznia 202419:00 |      | 20:25(10:13) |         | Sheikh Khalifa Sports City Hall, Madinat Isa Sędzia: Cheng, Zhou |

| 21 stycznia 202415:00 | Irak | 20:32(6:13) | Kuwejt | Sheikh Khalifa Sports City Hall, Madinat Isa Sędzia: Mursch, Carmaux |
| 21 stycznia 202415:00 |      | 20:32(6:13) |        | Sheikh Khalifa Sports City Hall, Madinat Isa Sędzia: Mursch, Carmaux |

| 21 stycznia 202419:00 | Bahrajn | 33:29(17:14) | Korea Południowa | Sheikh Khalifa Sports City Hall, Madinat Isa Sędzia: Ismoilov, Ismoilov |
| 21 stycznia 202419:00 |         | 33:29(17:14) |                  | Sheikh Khalifa Sports City Hall, Madinat Isa Sędzia: Ismoilov, Ismoilov |

### Grupa III
| 18 stycznia 202415:00 | Arabia Saudyjska | 46:27(21:16) | Nowa Zelandia | Bahrain Handball Federation Hall, Manama Sędzia: Al-Dughaishi, Al-Hasani |
| 18 stycznia 202415:00 |                  | 46:27(21:16) |               | Bahrain Handball Federation Hall, Manama Sędzia: Al-Dughaishi, Al-Hasani |

| 18 stycznia 202419:00 | Hongkong | 19:40(10:19) | Chińskie Tajpej | Bahrain Handball Federation Hall, Manama Sędzia: Gheisarian, Gheisarian |
| 18 stycznia 202419:00 |          | 19:40(10:19) |                 | Bahrain Handball Federation Hall, Manama Sędzia: Gheisarian, Gheisarian |

| 19 stycznia 202415:00 | Hongkong | 36:25(18:13) | Nowa Zelandia | Bahrain Handball Federation Hall, Manama Sędzia: Ali, Al-Aradi |
| 19 stycznia 202415:00 |          | 36:25(18:13) |               | Bahrain Handball Federation Hall, Manama Sędzia: Ali, Al-Aradi |

| 19 stycznia 202419:00 | Arabia Saudyjska | 33:28(14:17) | Chińskie Tajpej | Bahrain Handball Federation Hall, Manama Sędzia: Ismoilov, Ismoilov |
| 19 stycznia 202419:00 |                  | 33:28(14:17) |                 | Bahrain Handball Federation Hall, Manama Sędzia: Ismoilov, Ismoilov |

| 21 stycznia 202415:00 | Arabia Saudyjska | 39:19(17:8) | Hongkong | Bahrain Handball Federation Hall, Manama Sędzia: Furukawa, Murata |
| 21 stycznia 202415:00 |                  | 39:19(17:8) |          | Bahrain Handball Federation Hall, Manama Sędzia: Furukawa, Murata |

| 21 stycznia 202419:00 | Chińskie Tajpej | 36:17(19:8) | Nowa Zelandia | Bahrain Handball Federation Hall, Manama Sędzia: Al-Dughaishi, Al-Hasani |
| 21 stycznia 202419:00 |                 | 36:17(19:8) |               | Bahrain Handball Federation Hall, Manama Sędzia: Al-Dughaishi, Al-Hasani |

### Grupa IV
| 18 stycznia 202413:00 | Indie | 25:46(14:20) | Chiny | Bahrain Handball Federation Hall, Manama Sędzia: Ali, Al-Aradi |
| 18 stycznia 202413:00 |       | 25:46(14:20) |       | Bahrain Handball Federation Hall, Manama Sędzia: Ali, Al-Aradi |

| 18 stycznia 202417:00 | Kazachstan | 29:30(17:16) | Oman | Bahrain Handball Federation Hall, Manama Sędzia: Cheng, Zhou |
| 18 stycznia 202417:00 |            | 29:30(17:16) |      | Bahrain Handball Federation Hall, Manama Sędzia: Cheng, Zhou |

| 19 stycznia 202413:00 | Kazachstan | 24:43(10:23) | Chiny | Bahrain Handball Federation Hall, Manama Sędzia: Gheisarian, Gheisarian |
| 19 stycznia 202413:00 |            | 24:43(10:23) |       | Bahrain Handball Federation Hall, Manama Sędzia: Gheisarian, Gheisarian |

| 19 stycznia 202417:00 | Indie | 27:47(15:25) | Oman | Bahrain Handball Federation Hall, Manama Sędzia: Faraj, Taqi |
| 19 stycznia 202417:00 |       | 27:47(15:25) |      | Bahrain Handball Federation Hall, Manama Sędzia: Faraj, Taqi |

| 21 stycznia 202413:00 | Indie | 24:25(14:16) | Kazachstan | Bahrain Handball Federation Hall, Manama Sędzia: Ali, Al-Aradi |
| 21 stycznia 202413:00 |       | 24:25(14:16) |            | Bahrain Handball Federation Hall, Manama Sędzia: Ali, Al-Aradi |

| 21 stycznia 202417:00 | Oman | 22:23(14:12) | Chiny | Bahrain Handball Federation Hall, Manama Sędzia: Al-Mawt, Marhoon |
| 21 stycznia 202417:00 |      | 22:23(14:12) |       | Bahrain Handball Federation Hall, Manama Sędzia: Al-Mawt, Marhoon |

## Faza pucharowa

### Mecze o miejsca 1–4
|  |             |           |           |                   |    |       |       |       |
|  | Półfinały   | Półfinały | Półfinały |                   |    | Finał | Finał | Finał |
|  | Półfinały   | Półfinały | Półfinały |                   |    | Finał | Finał | Finał |
|  | 23 stycznia |           |           |                   |    |       |       |       |
|  |             |           |           |                   |    |       |       |       |
|  | Katar       | Katar     | 33        |                   |    |       |       |       |
|  | Katar       | Katar     | 33        | 25 stycznia       |    |       |       |       |
|  | Kuwejt      | Kuwejt    | 26        |                   |    |       |       |       |
|  | Kuwejt      | Kuwejt    | 26        |                   |    | Katar | Katar | 30    |
|  | 23 stycznia |           |           |                   |    | Katar | Katar | 30    |
|  |             |           | Japonia   | Japonia           | 24 |       |       |       |
|  | Bahrajn     | Bahrajn   | Japonia   | Japonia           | 24 | 17    |       |       |
|  | Bahrajn     | Bahrajn   |           |                   |    |       |       |       |
|  | Japonia     | Japonia   | 20        |                   |    |       |       |       |
|  | Japonia     | Japonia   | 20        | Mecz o 3. miejsce |    |       |       |       |
|  |             |           |           |                   |    |       |       |       |
|  | 25 stycznia |           |           |                   |    |       |       |       |
|  |             |           |           |                   |    |       |       |       |
|  | Kuwejt      | Kuwejt    | 17        |                   |    |       |       |       |
|  | Kuwejt      | Kuwejt    | 17        |                   |    |       |       |       |
|  | Bahrajn     | Bahrajn   | 26        |                   |    |       |       |       |
|  | Bahrajn     | Bahrajn   | 26        |                   |    |       |       |       |

| 23 stycznia 202416:00 | Katar | 33:26(17:11) | Kuwejt | Sheikh Khalifa Sports City Hall, Madinat Isa Sędzia: Ismoilov, Ismoilov |
| 23 stycznia 202416:00 |       | 33:26(17:11) |        | Sheikh Khalifa Sports City Hall, Madinat Isa Sędzia: Ismoilov, Ismoilov |

| 23 stycznia 202418:30 | Bahrajn | 17:20(11:9) | Japonia | Sheikh Khalifa Sports City Hall, Madinat Isa Sędzia: Koo, Lee |
| 23 stycznia 202418:30 |         | 17:20(11:9) |         | Sheikh Khalifa Sports City Hall, Madinat Isa Sędzia: Koo, Lee |

| 25 stycznia 202416:00 | Kuwejt | 17:26(6:12) | Bahrajn | Sheikh Khalifa Sports City Hall, Madinat Isa Sędzia: Cheng, Zhou |
| 25 stycznia 202416:00 |        | 17:26(6:12) |         | Sheikh Khalifa Sports City Hall, Madinat Isa Sędzia: Cheng, Zhou |

| 25 stycznia 202418:30 | Katar | 30:24(17:11) | Japonia | Sheikh Khalifa Sports City Hall, Madinat Isa Sędzia: Mursch, Carmaux |
| 25 stycznia 202418:30 |       | 30:24(17:11) |         | Sheikh Khalifa Sports City Hall, Madinat Isa Sędzia: Mursch, Carmaux |

### Mecze o miejsca 5–8
| 22 stycznia 202419:00 | Iran | 26:27(13:16) | Korea Południowa | Sheikh Khalifa Sports City Hall, Madinat Isa Sędzia: Al-Mawt, Marhoon |
| 22 stycznia 202419:00 |      | 26:27(13:16) |                  | Sheikh Khalifa Sports City Hall, Madinat Isa Sędzia: Al-Mawt, Marhoon |

| 22 stycznia 202417:00 | Zjednoczone Emiraty Arabskie | 28:23(15:13) | Irak | Sheikh Khalifa Sports City Hall, Madinat Isa Sędzia: Al-Wahibi, Al-Shahi |
| 22 stycznia 202417:00 |                              | 28:23(15:13) |      | Sheikh Khalifa Sports City Hall, Madinat Isa Sędzia: Al-Wahibi, Al-Shahi |

### Mecze o miejsca 9–16
| 23 stycznia 202414:00 | Chiny | 21:25(12:14) | Arabia Saudyjska | Sheikh Khalifa Sports City Hall, Madinat Isa Sędzia: Furukawa, Murata |
| 23 stycznia 202414:00 |       | 21:25(12:14) |                  | Sheikh Khalifa Sports City Hall, Madinat Isa Sędzia: Furukawa, Murata |

| 22 stycznia 202415:00 | Oman | 27:33(12:13) | Chińskie Tajpej | Sheikh Khalifa Sports City Hall, Madinat Isa Sędzia: Ali, Al-Aradi |
| 22 stycznia 202415:00 |      | 27:33(12:13) |                 | Sheikh Khalifa Sports City Hall, Madinat Isa Sędzia: Ali, Al-Aradi |

| 22 stycznia 202413:00 | Kazachstan | 32:35(18:15) | Hongkong | Sheikh Khalifa Sports City Hall, Madinat Isa Sędzia: Al-Dughaishi, Al-Hasani |
| 22 stycznia 202413:00 |            | 32:35(18:15) |          | Sheikh Khalifa Sports City Hall, Madinat Isa Sędzia: Al-Dughaishi, Al-Hasani |

| 22 stycznia 202411:00 | Indie | 31:36(14:18) | Nowa Zelandia | Sheikh Khalifa Sports City Hall, Madinat Isa Sędzia: Faraj, Taqi |
| 22 stycznia 202411:00 |       | 31:36(14:18) |               | Sheikh Khalifa Sports City Hall, Madinat Isa Sędzia: Faraj, Taqi |

## Klasyfikacja końcowa
| Miejsce | Reprezentacja                | Uwagi          |
| ------- | ---------------------------- | -------------- |
| złoto   | Katar                        | awans: MŚ 2025 |
| srebro  | Japonia                      | awans: MŚ 2025 |
| brąz    | Bahrajn                      | awans: MŚ 2025 |
| 4       | Kuwejt                       | awans: MŚ 2025 |
| 5       | Korea Południowa             | -              |
| 6       | Iran                         | -              |
| 7       | Zjednoczone Emiraty Arabskie | -              |
| 8       | Irak                         | -              |
| 9       | Arabia Saudyjska             | -              |
| 10      | Chiny                        | -              |
| 11      | Chińskie Tajpej              | -              |
| 12      | Oman                         | -              |
| 13      | Hongkong                     | -              |
| 14      | Kazachstan                   | -              |
| 15      | Nowa Zelandia                | -              |
| 16      | Indie                        | -              |